# بارتولومي رومان
بارتولومي رومان (بالإسبانية: Bartolomé Román)‏ هو رسام إسباني، ولد في 1587 في مونتورو في إسبانيا، وتوفي في 1647 في مدريد في إسبانيا.